# Матч за звание чемпиона мира по шахматам 2012
Матч за звание чемпиона мира по шахматам 2012 года проходил между 15-м чемпионом мира Вишванатаном Анандом (Индия) и претендентом Борисом Гельфандом (Израиль) с 10 по 30 мая в Москве, в Инженерном корпусе Государственной Третьяковской галереи.
Во 2-й партии тай-брейка победа была одержана Анандом, который сохранил звание чемпиона мира. Общий счёт матча: 8½:7½ (основные партии: 6:6, тай-брейк: 2½:1½).
Призовой фонд матча составил $2,55 млн.
Главный судья матча — Ашот Вардапетян.
Официальным символом матча стали два фрагмента картины Виктора Попкова «Бригада отдыхает».

## Участники матча

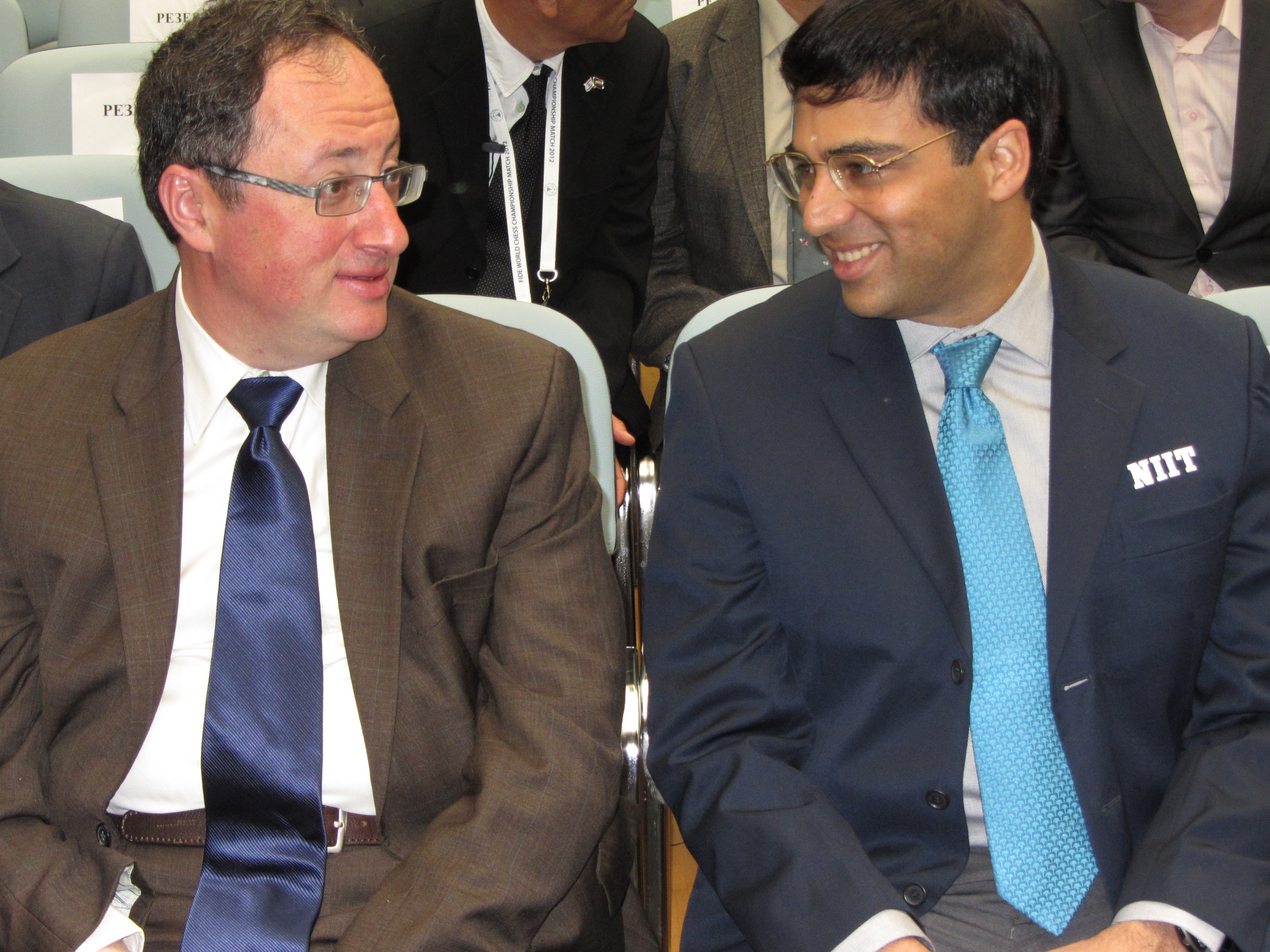
Гельфанд и Ананд ждут официального открытия матча Чемпионата мира 2012

Вишванатан Ананд владел титулом чемпиона мира с 2007 года. Ананд завоевал титул в турнире сильнейших шахматистов мира, а потом отстоял его в матчах с Владимиром Крамником и Веселином Топаловым. Является единственным шахматистом в мире, который завоевывал шахматную корону по трем различным системам проведения титульного поединка ФИДЕ. Секунданты Ананда на матче: Петер-Хайне Нильсен, Рустам Касымжанов, Радослав Войташек и Сурья Гангули.
Борис Гельфанд получил право на участие в Матче за звание чемпиона мира по шахматам после победы в 2011 году на претендентских матчах в Казани. До этого была одержана победа в Кубке мира ФИДЕ 2009 года в Ханты-Мансийске. Секунданты Гельфанда на матче: Александр Хузман, Максим Родштейн и Павел Эльянов.

## Место проведения
В июне 2011 года Российская шахматная федерация подала в ФИДЕ официальную заявку на проведение весной 2012 года в Москве Матча за звание чемпиона мира по шахматам. Инициатором проведения матча в столице России и его основным спонсором выступил российский бизнесмен, кандидат в мастера спорта по шахматам Андрей Филатов. Ещё одним претендентом на проведение матча стал индийский Ченнаи. Срок подачи заявок на конкурс истек 31 июля 2011 года. В начале августа 2011 года было принято решение о проведении матча в Москве. По словам представителя ФИДЕ, у конкурентов были примерно одинаково сильные аргументы. Рассматривавшая заявки комиссия окончательно склонилась в пользу российской столицы после того, как гарантированный московскими организаторами матча призовой фонд был увеличен с $2 млн до $2,55 млн. Последний раз Москва принимала Матч за звание чемпиона мира по шахматам в 1985 году, когда за мировую шахматную корону сражались Гарри Каспаров и Анатолий Карпов.
26 ноября 2011 года в столице России был подписан официальный контракт на проведение в Москве матча за шахматную корону. Контракт подписали президент ФИДЕ Кирсан Илюмжинов, глава Наблюдательного совета Российской шахматной федерации, помощник президента России Аркадий Дворкович, чемпион мира Вишванатан Ананд и претендент на титул Борис Гельфанд. «Я очень рад подписать контракт и вновь вернуться в Москву для защиты своего титула», — сказал после подписания Ананд. Гельфанд отметил, что для него является «большой честью находиться в Москве и подписать контракт».
Как сообщил после подписания контракта глава Наблюдательного совета РШФ, «матч пройдет не просто в Москве, а в прекрасном месте — в Третьяковской галерее. Союз шахмат и культуры — хороший пример для подражания, этим мы закладываем хорошие традиции». Использовать Третьяковку в качестве места проведения чемпионского матча предложил бизнесмен Андрей Филатов. По мнению предпринимателя, проведение матча в одном из крупнейших московских музеев «будет способствовать в том числе популяризации российской культуры за рубежом, учитывая огромный международный интерес к событию». Участники матча остались довольны выбором места проведения Матча за звание чемпиона мира. Как отметил действующий чемпион мира Вишванатан Ананд, «это очень красивая галерея. Я надеюсь, что такое (привлекательное) место вдохновит нас на игру в хорошие, артистические, шахматы». В свою очередь, Борис Гельфанд подчеркнул, что «Третьяковская галерея — удивительно красивое место, это один из лучших музеев мира. Уверен, что предстоящий матч станет большим событием и привлечет к шахматам огромное внимание во всем мире».
20 февраля 2012 года Государственная Третьяковская галерея и Российская шахматная федерация подписали соглашение о проведении матча за звание чемпиона мира по шахматам в Инженерном корпусе Третьяковской галереи.

## Организация матча
Игра проходила в конференц-зале Инженерного корпуса Третьяковской галереи на 400 мест, который обычно используется для научных симпозиумов и пресс-конференций. В одном из выставочных залов корпуса расположился пресс-центр. Из помещения детской студии была организована видеотрансляция матча.
Ежедневно на матче появлялись приглашенные организаторами почетные гости, среди которых были не только выдающиеся шахматисты, но и знаменитые любители шахмат из самых разных сфер — писатели, музыканты, спортсмены, бизнесмены. Гости участвовали в пресс-конференциях, а шахматисты провели десятки сеансов и мастер-классов.
В рамках матча Российской шахматной федерацией была организована специальная детская программа, которая позволила двумстам лучшим юным шахматистам России побывать в Москве и посмотреть на игру выдающихся гроссмейстеров своими глазами.
Почетными гостями матча стали старейший гроссмейстер мира Юрий Авербах, 12-й, 13-й и 14-й чемпионы мира Анатолий Карпов, Гарри Каспаров и Владимир Крамник, обладатель Кубка Мира Пётр Свидлер, чемпион мира по блицу Александр Грищук, чемпион мира по быстрым шахматам Сергей Карякин, чемпионы Европы Дмитрий Яковенко и Валентина Гунина.
В состав другой группы почетных гостей вошли непрофессиональные шахматисты, любители и болельщики: писатель и историк Эдвард Радзинский, пианист Николай Луганский, виолончелист Александр Князев, композитор Владимир Дашкевич, бард Тимур Шаов, футбольные тренеры Анатолий Бышовец и Гаджи Гаджиев.
Видеотрансляция матча — впервые в истории матчей за звание чемпиона мира по шахматам — сопровождалась комментариями на двух языках, русском и английском. Плеер с трансляцией был размещён не только на официальном сайте матча и некоторых шахматных интернет-ресурсах, но и на сайте старейшей ежедневной израильской газеты Haaretz, а также на ряде индийских сайтов и цифровых каналов. В каждой трансляции значительное время уделялось прямым эфирам с искусствоведами, подготовленным совместно с Третьяковской галерей. Постоянными комментаторами матча были гроссмейстер Илья Смирин (на русском языке) и главный редактор журнала New In Chess Дирк Ян тен Гюйзендам (на английском).
На официальном сайте матча за время его проведения зафиксировано около двух миллионов уникальных посетителей и более шести миллионов просмотров. Видео-трансляцию матча в интернете посмотрели около трёх миллионов человек. В среднем за каждой партией в режиме реального времени с помощью видеотрансляции наблюдали 200 тыс. пользователей. Самым зрелищным оказался последний день матча, когда был зафиксирован рекорд: более 50 тыс. одновременных подключений к серверу.

### СМИ на матче
Поединок вызвал большой интерес со стороны средств массовой информации. Информационными партнерами матча стали: интернет-издание «Газета.Ru», телеканал «НТВ-Плюс», агентство спортивных новостей «Р-Спорт» (спортивная редакция РИА «Новости»), радиостанция «Эхо Москвы», газета «Советский спорт».
На матч аккредитовалось более 400 журналистов. На матче работали основные российские телеканалы, а также представители ведущих мировых СМИ, в том числе «Би-би-си», «Франс Пресс», «Ассошиэйтед пресс».

### Кубок для победителя
Победитель матча получил сразу два кубка, созданных российскими скульпторами. Главный кубок выполнен в виде свернутой шахматной доски на котором записано шесть ключевых партий, сыгранных в разное время в матчах за звание чемпиона мира, начиная с матча 1927 года между Александром Алехиным и Хосе Раулем Капабланкой и заканчивая игрой 2004 года между Владимиром Крамником и Петером Леко.Также на кубке расстановка фигур которая называется "русская партия".В комплекте с кубком было изготовлено две памятные медали с одним прямым углом и пешкой за которую можно взять медаль. Автор и исполнитель главного кубка и памятных медалей художник Константин Новиков.
Специальный приз от третьяковской галереи в которой проходил чемпионат это второй кубок. Он выполнен в виде куба, внутри которого заключена позолоченная корона победителя. Часть куба прозрачная, задняя его половина имитирует клетки шахматной доски. По задумке автора, дизайн символизирует борьбу на доске, через которую должен пройти чемпион, прежде чем примерить корону. Чтобы воспроизвести в тончайшем камне шахматное поле, понадобилось более 300 элементов.

### Выставка «Шахматные фигуры. Век 20-й»
С 17 мая по 24 июня в Московском Доме фотографии прошла выставка «Шахматные фигуры. Век 20-й», приуроченная к Матчу за звание чемпиона мира. На выставке были представлены не только фотографии знаменитых гроссмейстеров, но и сами шахматы — от подарочных до сделанных в ГУЛаге. Кроме того, в рамках программы выставки показаны кинофильмы — знаменитая комедия «Шахматная горячка» (1925 год) и запрещенный в советские времена фильм «Гроссмейстер» (1972 год) Сергея Микаэляна. В холле выставки расположилась площадка для игры в парковые шахматы, где можно было поиграть с любым встречным.

## Регламент
- Двумя участниками Матча являются действующий чемпион мира и претендент, который будет определён по итогам претендентских матчей 2011 года[17].
- Победитель Матча 2012 года будет объявлен чемпионом мира в период с 2012 по 2013 годы.
- Матч за звание чемпиона мира будет состоять из 12 партий и партий тай-брейка (в случае необходимости).
- Жеребьевка будет проведена во время церемонии открытия. Цвета будут изменены после шестой партии (игрок, получающий белый цвет в первой партии, играет седьмую партию черными).
- Контроль времени на каждую партию: 120 минут на первые 40 ходов, 60 минут на следующие 20 ходов и затем 15 минут до конца партии с добавлением 30 секунд на каждый ход, начиная с 61-го хода.
- Тай-брейк будет проведён в случае, если в результате первых 12 партий сохранится ничейный счёт. Тай-брейк целиком проводится в один игровой день. Для партий тай-брейка проводится отдельная жеребьевка. Будет сыграно 4 партии с контролем времени 25 минут плюс 10 секунд за каждый сделанный ход.
- В случае завершения тай-брейка с равным счётом проводится матч из 2 партий с контролем времени 15 минут плюс 5 секунд за каждый ход. Жеребьёвка цветов для такого матча проводится отдельно. Если и этот матч не выявит победителя, играется второй такой же матч и так далее, всего до 10 матчей.
- Если в результате тай-брейка счёт останется ничейным, будет сыграна одна «партия внезапной смерти»: пять минут белым, четыре минуты чёрным, после 60-го хода добавляется по 3 секунды за каждый ход. В случае ничьей победа присуждается чёрным.
- Церемония закрытия должна состояться на следующий день после определения Чемпиона мира по шахматам или через день после этого.
- В случае если кто-либо из игроков отказывается от участия в Матче, он будет заменен следующим образом: финалист Матча 2010 года гроссмейстер Веселин Топалов заменяет чемпиона мира Виши Ананда, а финалист претендентских матчей 2011 года Александр Грищук заменяет претендента.
- Призовой фонд разделен в пропорции: 60 % — победителю и 40 % — проигравшему, если Матч завершается за 12 обычных партий. В случае если победитель определяется на тай-брейке, победитель получает 55 %, а проигравший — 45 %.

## Расписание матча
| Дата   | Событие            | Время       |
| ------ | ------------------ | ----------- |
| 10 мая | Церемония открытия | 19.00/20.00 |
| 11 мая | Партия 1           | 15.00       |
| 12 мая | Партия 2           | 15.00       |
| 13 мая | День отдыха        |             |
| 14 мая | Партия 3           | 15.00       |
| 15 мая | Партия 4           | 15.00       |
| 16 мая | День отдыха        |             |
| 17 мая | Партия 5           | 15.00       |
| 18 мая | Партия 6           | 15.00       |
| 19 мая | День отдыха        |             |
| 20 мая | Партия 7           | 15.00       |
| 21 мая | Партия 8           | 15.00       |
| 22 мая | День отдыха        |             |
| 23 мая | Партия 9           | 15.00       |
| 24 мая | Партия 10          | 15.00       |
| 25 мая | День отдыха        |             |
| 26 мая | Партия 11          | 15.00       |
| 27 мая | День отдыха        |             |
| 28 мая | Партия 12          | 15.00       |
| 29 мая | День отдыха        |             |
| 30 мая | Тай-брейк          | 12.00       |

## Церемония открытия, жеребьёвка
Торжественная церемония открытия матча состоялась 10 мая 2012 года в зале Михаила Врубеля Государственной Третьяковской галереи. На церемонии присутствовали первый Президент СССР Михаил Горбачёв, председатель Олимпийского комитета России Александр Жуков, 12-й чемпион мира по шахматам Анатолий Карпов.
Жеребьёвка, проведённая главным судьёй соревнования, поддержала идею неразрывности связи шахмат с мировой культурой. На сцене были установлены мольберты с нарисованными партиями двух сыгранных ранее партий между Анандом и Гельфандом. Один из тех поединков выиграл нынешний чемпион мира, другой закончился победой претендента. Для участников матча были подготовлены два деревянных ларца, в которых находились баночки с белой и чёрной красками и кисточки. Право выбора было предоставлено Ананду как чемпиону мира. Игроки подошли к мольбертам со своими выигранными партиями, обмакнули кисти в краску и оставили на рисунках автографы. Ананд подписал картину белой краской, а Гельфанд — чёрной. Таким образом, было определено, что белыми фигурами в первом туре сыграет чемпион мира. Также ему будет предоставлено право выступки в 3, 5, 8, 10 и 12-й партиях. Гельфанд сыграет белыми во 2, 4, 6, 7, 9 и 11-й партиях.
Завершил церемонию открытия концерт знаменитого пианиста Дениса Мацуева и юных российских музыкантов.

## Ход матча
По итогам жеребьёвки Ананд сыграл первую партию белыми.
| Участники        | Рейтинг | 1 | 2 | 3 | 4 | 5 | 6 | 7 | 8 | 9 | 10 | 11 | 12 |  | + | − | =  | Очки |
| Вишванатан Ананд | 2791    | ½ | ½ | ½ | ½ | ½ | ½ | 0 | 1 | ½ | ½  | ½  | ½  |  | 1 | 1 | 10 | 6    |
| Борис Гельфанд   | 2727    | ½ | ½ | ½ | ½ | ½ | ½ | 1 | 0 | ½ | ½  | ½  | ½  |  | 1 | 1 | 10 | 6    |

### Первая партия
Ананд — Гельфанд

11 мая

Защита Грюнфельда (D85)

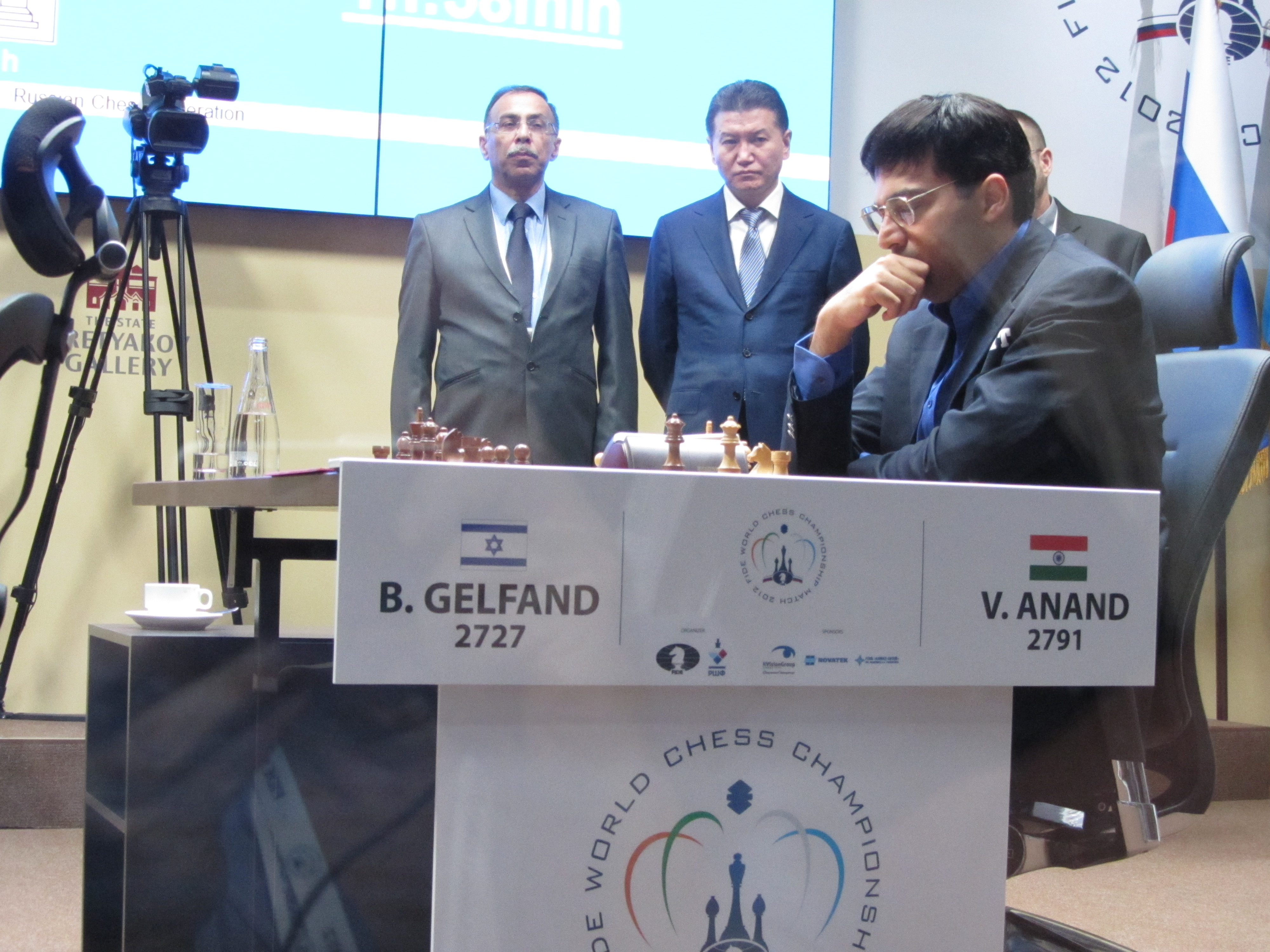
Первая партия

1.d4 Кf6 2.c4 g6 3.Кc3 d5 4.Кf3 Сg7 5.cxd5 Кxd5 6.e4 Кxc3 7.bxc3 c5 8.Сb5+ Кc6 9.d5 Фa5 10.Лb1 a6 11.Сxc6+ bxc6 12.O-O Фxa2 13.Лb2 Фa5 14.d6 Лa7 15.Сg5 exd6 16.Фxd6 Лd7 17.Фxc6 Фc7 18.Фxc7 Лxc7 19.Сf4 Лb7 20.Лc2 O-O 21.Сd6 Лe8 22.Кd2 f5 23.f3 fxe4 24.Кxe4 Сf5 ½ : ½

### Вторая партия
Гельфанд — Ананд

12 мая

Славянская защита (D45)

1.d4 d5 2.c4 c6 3.Кc3 Кf6 4.e3 e6 5.Кf3 a6 6.b3 Сb4 7.Сd2 Кbd7 8.Сd3 O-O 9. O-O Сd6 10.Лc1 e5 11.cd cd 12.e4 de 13.Кxe4 Кxe4 14.Сxe4 Кf6 15.de Кxe4 16.ed Фxd6 17.Сe3 Сf5 18.Фxd6 Кxd6 19.Кd4 Лfe8 20.Кxf5 Кxf5 21.Сc5 h5 22.Лfd1 Лac8 23.Крf1 f6 24.Сb4 Крh7 25.Лc5 ½ : ½

### Третья партия
Ананд — Гельфанд

14 мая

Защита Грюнфельда (D70)

1.d4 Кf6 2.c4 g6 3.f3 d5 4.cxd5 Кxd5 5.e4 Кb6 6.Кc3 Сg7 7.Сe3 O-O 8.Фd2 e5 9.d5 c6 10.h4 cxd5 11.exd5 К8d7 12.h5 Кf6 13.hxg6 fxg6 14.O-O-O Сd7 15.Крb1 Лc8 16.Крa1 e4 17.Сd4 Кa4 18.Кge2 Фa5 19.Кxe4 Фxd2 20.Кxf6+ Лxf6 21.Лxd2 Лf5 22.Сxg7 Крxg7 23.d6 Лfc5 24.Лd1 a5 25.Лh4 Лc2 26.b3 Кb2 27.Лb1 Кd3 28.Кd4 Лd2 29.Сxd3 Лxd3 30.Лe1 Лd2 31.Крb1 Сf5+ 32.Кxf5+ gxf5 33.Лe7+ Крg6 34.Лc7 Лe8 35.Лh1 Лee2 36.d7 Лb2+ 37.Крc1 Лxa2 ½ : ½

### Четвёртая партия
Гельфанд — Ананд

15 мая

Славянская защита (D45)

1.d4 d5 2.c4 c6 3.Kc3 Kf6 4.e3 e6 5.Kf3 a6 6.b3 Cb4 7.Cd2 Kbd7 8.Cd3 0-0 9.0-0 Cd6 10.Фc2 e5 11.cd cd 12.e4 ed 13.K:d5 K:d5 14.ed Kf6 15.h3 Cd7 16.Лad1 Лe8 17.K:d4 Лc8 18.Фb1 h6 19.Kf5 C:f5 20.C:f5 Лc5 21.Лfe1 Л:d5 22.Cc3 Л:e1 23.Л:e1 Cc5 24.Фc2 Cd4 25.C:d4 Л:d4 26.Фc8 g6 27.Сg4 h5 28.Ф:d8 Л:d8 29.Cf3 b6 30.Лc1 Лd6 31.Kpf1 a5 32.Kpe2 Kd5 33.g3 Ke7 34.Ce4 Kpg7 ½ : ½

### Пятая партия
Ананд — Гельфанд

17 мая

Сицилианская защита (B33)

1.e4 c5 2.Кf3 Кc6 3.d4 cxd4 4.Кxd4 Кf6 5.Кc3 e5 6.Кdb5 d6 7.Сg5 a6 8.Кa3 b5 9.Кd5 Сe7 10.Сxf6 Сxf6 11.c4 b4 12.Кc2 O-O 13.g3 a5 14.Сg2 Сg5 15.O-O Сe6 16.Фd3 Сxd5 17.cxd5 Кb8 18.a3 Кa6 19.axb4 Кxb4 20.Кxb4 axb4 21.h4 Сh6 22.Сh3 Фb6 23.Сd7 b3 24.Сc6 Лa2 25.Лxa2 bxa2 26.Фa3 Лb8 27.Фxa2 ½ : ½

### Шестая партия
Гельфанд — Ананд

18 мая

Славянская защита (D45)

1.d4 d5 2.c4 c6 3.Кc3 Кf6 4.e3 e6 5.Кf3 a6 6.Фc2 c5 7.cxd5 exd5 8.Сe2 Сe6 9.O-O Кc6 10.Лd1 cxd4 11.Кxd4 Кxd4 12.Лxd4 Сc5 13.Лd1 Фe7 14.Сf3 O-O 15.Кxd5 Сxd5 16.Сxd5 Кxd5 17.Лxd5 Лac8 18.Сd2 Сxe3 19.Сc3 Сb6 20.Фf5 Фe6 21.Фf3 f6 22.h4 Фc6 23.h5 Лfd8 24.Лxd8+ Лxd8 25.Фxc6 bxc6 26.Лe1 Крf7 27.g4 Сd4 28.Лc1 Сxc3 29.Лxc3 Лd4 ½ : ½

### Седьмая партия
Гельфанд — Ананд

20 мая

Славянская защита (D45)

1.d4 d5 2.c4 c6 3.Кc3 Кf6 4.e3 e6 5.Кf3 a6 6.c5 Кbd7 7.Фc2 b6 8.cxb6 Кxb6 9.Сd2 c5 10.Лc1 cxd4 11.exd4 Сd6 12.Сg5 O-O 13.Сd3 h6 14.Сh4 Сb7 15.O-O Фb8 16.Сg3 Лc8 17.Фe2 Сxg3 18.hxg3 Фd6 19.Лc2 Кbd7 20.Лfc1 Лab8 21.Кa4 Кe4 22.Лxc8+ Сxc8 23.Фc2 g5 24.Фc7 Фxc7 25.Лxc7 f6 26.Сxe4 dxe4 27.Кd2 f5 28.Кc4 Кf6 29.Кc5 Кd5 30.Лa7 Кb4 31.Кe5 Кc2 32.Кc6 Лxb2 33.Лc7 Лb1+ 34.Крh2 e3 35.Лxc8+ Крh7 36.Лc7+ Крh8 37.Кe5 e2 38.Кxe6 1 : 0

### Восьмая партия
|   | a | b | c | d | e | f | g | h |   |
| - | --- | --- | --- | --- | --- | --- | --- | --- | - |
| 8 | a8 чёрная ладья · b8 чёрный конь · d8 чёрный ферзь · e8 чёрная ладья · g8 чёрный король · a7 чёрная пешка · b7 чёрная пешка · f7 чёрная пешка · h7 чёрная пешка · d6 чёрная пешка · g6 чёрная пешка · c5 чёрная пешка · d5 белая пешка · h5 чёрный конь · c4 белая пешка · g4 белая пешка · c3 белый конь · f3 белая пешка · a2 белая пешка · b2 белая пешка · d2 белый ферзь · h2 белая пешка · b1 белая ладья · d1 белый король · f1 белый слон · h1 белая ладья | a8 чёрная ладья · b8 чёрный конь · d8 чёрный ферзь · e8 чёрная ладья · g8 чёрный король · a7 чёрная пешка · b7 чёрная пешка · f7 чёрная пешка · h7 чёрная пешка · d6 чёрная пешка · g6 чёрная пешка · c5 чёрная пешка · d5 белая пешка · h5 чёрный конь · c4 белая пешка · g4 белая пешка · c3 белый конь · f3 белая пешка · a2 белая пешка · b2 белая пешка · d2 белый ферзь · h2 белая пешка · b1 белая ладья · d1 белый король · f1 белый слон · h1 белая ладья | a8 чёрная ладья · b8 чёрный конь · d8 чёрный ферзь · e8 чёрная ладья · g8 чёрный король · a7 чёрная пешка · b7 чёрная пешка · f7 чёрная пешка · h7 чёрная пешка · d6 чёрная пешка · g6 чёрная пешка · c5 чёрная пешка · d5 белая пешка · h5 чёрный конь · c4 белая пешка · g4 белая пешка · c3 белый конь · f3 белая пешка · a2 белая пешка · b2 белая пешка · d2 белый ферзь · h2 белая пешка · b1 белая ладья · d1 белый король · f1 белый слон · h1 белая ладья | a8 чёрная ладья · b8 чёрный конь · d8 чёрный ферзь · e8 чёрная ладья · g8 чёрный король · a7 чёрная пешка · b7 чёрная пешка · f7 чёрная пешка · h7 чёрная пешка · d6 чёрная пешка · g6 чёрная пешка · c5 чёрная пешка · d5 белая пешка · h5 чёрный конь · c4 белая пешка · g4 белая пешка · c3 белый конь · f3 белая пешка · a2 белая пешка · b2 белая пешка · d2 белый ферзь · h2 белая пешка · b1 белая ладья · d1 белый король · f1 белый слон · h1 белая ладья | a8 чёрная ладья · b8 чёрный конь · d8 чёрный ферзь · e8 чёрная ладья · g8 чёрный король · a7 чёрная пешка · b7 чёрная пешка · f7 чёрная пешка · h7 чёрная пешка · d6 чёрная пешка · g6 чёрная пешка · c5 чёрная пешка · d5 белая пешка · h5 чёрный конь · c4 белая пешка · g4 белая пешка · c3 белый конь · f3 белая пешка · a2 белая пешка · b2 белая пешка · d2 белый ферзь · h2 белая пешка · b1 белая ладья · d1 белый король · f1 белый слон · h1 белая ладья | a8 чёрная ладья · b8 чёрный конь · d8 чёрный ферзь · e8 чёрная ладья · g8 чёрный король · a7 чёрная пешка · b7 чёрная пешка · f7 чёрная пешка · h7 чёрная пешка · d6 чёрная пешка · g6 чёрная пешка · c5 чёрная пешка · d5 белая пешка · h5 чёрный конь · c4 белая пешка · g4 белая пешка · c3 белый конь · f3 белая пешка · a2 белая пешка · b2 белая пешка · d2 белый ферзь · h2 белая пешка · b1 белая ладья · d1 белый король · f1 белый слон · h1 белая ладья | a8 чёрная ладья · b8 чёрный конь · d8 чёрный ферзь · e8 чёрная ладья · g8 чёрный король · a7 чёрная пешка · b7 чёрная пешка · f7 чёрная пешка · h7 чёрная пешка · d6 чёрная пешка · g6 чёрная пешка · c5 чёрная пешка · d5 белая пешка · h5 чёрный конь · c4 белая пешка · g4 белая пешка · c3 белый конь · f3 белая пешка · a2 белая пешка · b2 белая пешка · d2 белый ферзь · h2 белая пешка · b1 белая ладья · d1 белый король · f1 белый слон · h1 белая ладья | a8 чёрная ладья · b8 чёрный конь · d8 чёрный ферзь · e8 чёрная ладья · g8 чёрный король · a7 чёрная пешка · b7 чёрная пешка · f7 чёрная пешка · h7 чёрная пешка · d6 чёрная пешка · g6 чёрная пешка · c5 чёрная пешка · d5 белая пешка · h5 чёрный конь · c4 белая пешка · g4 белая пешка · c3 белый конь · f3 белая пешка · a2 белая пешка · b2 белая пешка · d2 белый ферзь · h2 белая пешка · b1 белая ладья · d1 белый король · f1 белый слон · h1 белая ладья | 8 |
| 7 | a8 чёрная ладья · b8 чёрный конь · d8 чёрный ферзь · e8 чёрная ладья · g8 чёрный король · a7 чёрная пешка · b7 чёрная пешка · f7 чёрная пешка · h7 чёрная пешка · d6 чёрная пешка · g6 чёрная пешка · c5 чёрная пешка · d5 белая пешка · h5 чёрный конь · c4 белая пешка · g4 белая пешка · c3 белый конь · f3 белая пешка · a2 белая пешка · b2 белая пешка · d2 белый ферзь · h2 белая пешка · b1 белая ладья · d1 белый король · f1 белый слон · h1 белая ладья | a8 чёрная ладья · b8 чёрный конь · d8 чёрный ферзь · e8 чёрная ладья · g8 чёрный король · a7 чёрная пешка · b7 чёрная пешка · f7 чёрная пешка · h7 чёрная пешка · d6 чёрная пешка · g6 чёрная пешка · c5 чёрная пешка · d5 белая пешка · h5 чёрный конь · c4 белая пешка · g4 белая пешка · c3 белый конь · f3 белая пешка · a2 белая пешка · b2 белая пешка · d2 белый ферзь · h2 белая пешка · b1 белая ладья · d1 белый король · f1 белый слон · h1 белая ладья | a8 чёрная ладья · b8 чёрный конь · d8 чёрный ферзь · e8 чёрная ладья · g8 чёрный король · a7 чёрная пешка · b7 чёрная пешка · f7 чёрная пешка · h7 чёрная пешка · d6 чёрная пешка · g6 чёрная пешка · c5 чёрная пешка · d5 белая пешка · h5 чёрный конь · c4 белая пешка · g4 белая пешка · c3 белый конь · f3 белая пешка · a2 белая пешка · b2 белая пешка · d2 белый ферзь · h2 белая пешка · b1 белая ладья · d1 белый король · f1 белый слон · h1 белая ладья | a8 чёрная ладья · b8 чёрный конь · d8 чёрный ферзь · e8 чёрная ладья · g8 чёрный король · a7 чёрная пешка · b7 чёрная пешка · f7 чёрная пешка · h7 чёрная пешка · d6 чёрная пешка · g6 чёрная пешка · c5 чёрная пешка · d5 белая пешка · h5 чёрный конь · c4 белая пешка · g4 белая пешка · c3 белый конь · f3 белая пешка · a2 белая пешка · b2 белая пешка · d2 белый ферзь · h2 белая пешка · b1 белая ладья · d1 белый король · f1 белый слон · h1 белая ладья | a8 чёрная ладья · b8 чёрный конь · d8 чёрный ферзь · e8 чёрная ладья · g8 чёрный король · a7 чёрная пешка · b7 чёрная пешка · f7 чёрная пешка · h7 чёрная пешка · d6 чёрная пешка · g6 чёрная пешка · c5 чёрная пешка · d5 белая пешка · h5 чёрный конь · c4 белая пешка · g4 белая пешка · c3 белый конь · f3 белая пешка · a2 белая пешка · b2 белая пешка · d2 белый ферзь · h2 белая пешка · b1 белая ладья · d1 белый король · f1 белый слон · h1 белая ладья | a8 чёрная ладья · b8 чёрный конь · d8 чёрный ферзь · e8 чёрная ладья · g8 чёрный король · a7 чёрная пешка · b7 чёрная пешка · f7 чёрная пешка · h7 чёрная пешка · d6 чёрная пешка · g6 чёрная пешка · c5 чёрная пешка · d5 белая пешка · h5 чёрный конь · c4 белая пешка · g4 белая пешка · c3 белый конь · f3 белая пешка · a2 белая пешка · b2 белая пешка · d2 белый ферзь · h2 белая пешка · b1 белая ладья · d1 белый король · f1 белый слон · h1 белая ладья | a8 чёрная ладья · b8 чёрный конь · d8 чёрный ферзь · e8 чёрная ладья · g8 чёрный король · a7 чёрная пешка · b7 чёрная пешка · f7 чёрная пешка · h7 чёрная пешка · d6 чёрная пешка · g6 чёрная пешка · c5 чёрная пешка · d5 белая пешка · h5 чёрный конь · c4 белая пешка · g4 белая пешка · c3 белый конь · f3 белая пешка · a2 белая пешка · b2 белая пешка · d2 белый ферзь · h2 белая пешка · b1 белая ладья · d1 белый король · f1 белый слон · h1 белая ладья | a8 чёрная ладья · b8 чёрный конь · d8 чёрный ферзь · e8 чёрная ладья · g8 чёрный король · a7 чёрная пешка · b7 чёрная пешка · f7 чёрная пешка · h7 чёрная пешка · d6 чёрная пешка · g6 чёрная пешка · c5 чёрная пешка · d5 белая пешка · h5 чёрный конь · c4 белая пешка · g4 белая пешка · c3 белый конь · f3 белая пешка · a2 белая пешка · b2 белая пешка · d2 белый ферзь · h2 белая пешка · b1 белая ладья · d1 белый король · f1 белый слон · h1 белая ладья | 7 |
| 6 | a8 чёрная ладья · b8 чёрный конь · d8 чёрный ферзь · e8 чёрная ладья · g8 чёрный король · a7 чёрная пешка · b7 чёрная пешка · f7 чёрная пешка · h7 чёрная пешка · d6 чёрная пешка · g6 чёрная пешка · c5 чёрная пешка · d5 белая пешка · h5 чёрный конь · c4 белая пешка · g4 белая пешка · c3 белый конь · f3 белая пешка · a2 белая пешка · b2 белая пешка · d2 белый ферзь · h2 белая пешка · b1 белая ладья · d1 белый король · f1 белый слон · h1 белая ладья | a8 чёрная ладья · b8 чёрный конь · d8 чёрный ферзь · e8 чёрная ладья · g8 чёрный король · a7 чёрная пешка · b7 чёрная пешка · f7 чёрная пешка · h7 чёрная пешка · d6 чёрная пешка · g6 чёрная пешка · c5 чёрная пешка · d5 белая пешка · h5 чёрный конь · c4 белая пешка · g4 белая пешка · c3 белый конь · f3 белая пешка · a2 белая пешка · b2 белая пешка · d2 белый ферзь · h2 белая пешка · b1 белая ладья · d1 белый король · f1 белый слон · h1 белая ладья | a8 чёрная ладья · b8 чёрный конь · d8 чёрный ферзь · e8 чёрная ладья · g8 чёрный король · a7 чёрная пешка · b7 чёрная пешка · f7 чёрная пешка · h7 чёрная пешка · d6 чёрная пешка · g6 чёрная пешка · c5 чёрная пешка · d5 белая пешка · h5 чёрный конь · c4 белая пешка · g4 белая пешка · c3 белый конь · f3 белая пешка · a2 белая пешка · b2 белая пешка · d2 белый ферзь · h2 белая пешка · b1 белая ладья · d1 белый король · f1 белый слон · h1 белая ладья | a8 чёрная ладья · b8 чёрный конь · d8 чёрный ферзь · e8 чёрная ладья · g8 чёрный король · a7 чёрная пешка · b7 чёрная пешка · f7 чёрная пешка · h7 чёрная пешка · d6 чёрная пешка · g6 чёрная пешка · c5 чёрная пешка · d5 белая пешка · h5 чёрный конь · c4 белая пешка · g4 белая пешка · c3 белый конь · f3 белая пешка · a2 белая пешка · b2 белая пешка · d2 белый ферзь · h2 белая пешка · b1 белая ладья · d1 белый король · f1 белый слон · h1 белая ладья | a8 чёрная ладья · b8 чёрный конь · d8 чёрный ферзь · e8 чёрная ладья · g8 чёрный король · a7 чёрная пешка · b7 чёрная пешка · f7 чёрная пешка · h7 чёрная пешка · d6 чёрная пешка · g6 чёрная пешка · c5 чёрная пешка · d5 белая пешка · h5 чёрный конь · c4 белая пешка · g4 белая пешка · c3 белый конь · f3 белая пешка · a2 белая пешка · b2 белая пешка · d2 белый ферзь · h2 белая пешка · b1 белая ладья · d1 белый король · f1 белый слон · h1 белая ладья | a8 чёрная ладья · b8 чёрный конь · d8 чёрный ферзь · e8 чёрная ладья · g8 чёрный король · a7 чёрная пешка · b7 чёрная пешка · f7 чёрная пешка · h7 чёрная пешка · d6 чёрная пешка · g6 чёрная пешка · c5 чёрная пешка · d5 белая пешка · h5 чёрный конь · c4 белая пешка · g4 белая пешка · c3 белый конь · f3 белая пешка · a2 белая пешка · b2 белая пешка · d2 белый ферзь · h2 белая пешка · b1 белая ладья · d1 белый король · f1 белый слон · h1 белая ладья | a8 чёрная ладья · b8 чёрный конь · d8 чёрный ферзь · e8 чёрная ладья · g8 чёрный король · a7 чёрная пешка · b7 чёрная пешка · f7 чёрная пешка · h7 чёрная пешка · d6 чёрная пешка · g6 чёрная пешка · c5 чёрная пешка · d5 белая пешка · h5 чёрный конь · c4 белая пешка · g4 белая пешка · c3 белый конь · f3 белая пешка · a2 белая пешка · b2 белая пешка · d2 белый ферзь · h2 белая пешка · b1 белая ладья · d1 белый король · f1 белый слон · h1 белая ладья | a8 чёрная ладья · b8 чёрный конь · d8 чёрный ферзь · e8 чёрная ладья · g8 чёрный король · a7 чёрная пешка · b7 чёрная пешка · f7 чёрная пешка · h7 чёрная пешка · d6 чёрная пешка · g6 чёрная пешка · c5 чёрная пешка · d5 белая пешка · h5 чёрный конь · c4 белая пешка · g4 белая пешка · c3 белый конь · f3 белая пешка · a2 белая пешка · b2 белая пешка · d2 белый ферзь · h2 белая пешка · b1 белая ладья · d1 белый король · f1 белый слон · h1 белая ладья | 6 |
| 5 | a8 чёрная ладья · b8 чёрный конь · d8 чёрный ферзь · e8 чёрная ладья · g8 чёрный король · a7 чёрная пешка · b7 чёрная пешка · f7 чёрная пешка · h7 чёрная пешка · d6 чёрная пешка · g6 чёрная пешка · c5 чёрная пешка · d5 белая пешка · h5 чёрный конь · c4 белая пешка · g4 белая пешка · c3 белый конь · f3 белая пешка · a2 белая пешка · b2 белая пешка · d2 белый ферзь · h2 белая пешка · b1 белая ладья · d1 белый король · f1 белый слон · h1 белая ладья | a8 чёрная ладья · b8 чёрный конь · d8 чёрный ферзь · e8 чёрная ладья · g8 чёрный король · a7 чёрная пешка · b7 чёрная пешка · f7 чёрная пешка · h7 чёрная пешка · d6 чёрная пешка · g6 чёрная пешка · c5 чёрная пешка · d5 белая пешка · h5 чёрный конь · c4 белая пешка · g4 белая пешка · c3 белый конь · f3 белая пешка · a2 белая пешка · b2 белая пешка · d2 белый ферзь · h2 белая пешка · b1 белая ладья · d1 белый король · f1 белый слон · h1 белая ладья | a8 чёрная ладья · b8 чёрный конь · d8 чёрный ферзь · e8 чёрная ладья · g8 чёрный король · a7 чёрная пешка · b7 чёрная пешка · f7 чёрная пешка · h7 чёрная пешка · d6 чёрная пешка · g6 чёрная пешка · c5 чёрная пешка · d5 белая пешка · h5 чёрный конь · c4 белая пешка · g4 белая пешка · c3 белый конь · f3 белая пешка · a2 белая пешка · b2 белая пешка · d2 белый ферзь · h2 белая пешка · b1 белая ладья · d1 белый король · f1 белый слон · h1 белая ладья | a8 чёрная ладья · b8 чёрный конь · d8 чёрный ферзь · e8 чёрная ладья · g8 чёрный король · a7 чёрная пешка · b7 чёрная пешка · f7 чёрная пешка · h7 чёрная пешка · d6 чёрная пешка · g6 чёрная пешка · c5 чёрная пешка · d5 белая пешка · h5 чёрный конь · c4 белая пешка · g4 белая пешка · c3 белый конь · f3 белая пешка · a2 белая пешка · b2 белая пешка · d2 белый ферзь · h2 белая пешка · b1 белая ладья · d1 белый король · f1 белый слон · h1 белая ладья | a8 чёрная ладья · b8 чёрный конь · d8 чёрный ферзь · e8 чёрная ладья · g8 чёрный король · a7 чёрная пешка · b7 чёрная пешка · f7 чёрная пешка · h7 чёрная пешка · d6 чёрная пешка · g6 чёрная пешка · c5 чёрная пешка · d5 белая пешка · h5 чёрный конь · c4 белая пешка · g4 белая пешка · c3 белый конь · f3 белая пешка · a2 белая пешка · b2 белая пешка · d2 белый ферзь · h2 белая пешка · b1 белая ладья · d1 белый король · f1 белый слон · h1 белая ладья | a8 чёрная ладья · b8 чёрный конь · d8 чёрный ферзь · e8 чёрная ладья · g8 чёрный король · a7 чёрная пешка · b7 чёрная пешка · f7 чёрная пешка · h7 чёрная пешка · d6 чёрная пешка · g6 чёрная пешка · c5 чёрная пешка · d5 белая пешка · h5 чёрный конь · c4 белая пешка · g4 белая пешка · c3 белый конь · f3 белая пешка · a2 белая пешка · b2 белая пешка · d2 белый ферзь · h2 белая пешка · b1 белая ладья · d1 белый король · f1 белый слон · h1 белая ладья | a8 чёрная ладья · b8 чёрный конь · d8 чёрный ферзь · e8 чёрная ладья · g8 чёрный король · a7 чёрная пешка · b7 чёрная пешка · f7 чёрная пешка · h7 чёрная пешка · d6 чёрная пешка · g6 чёрная пешка · c5 чёрная пешка · d5 белая пешка · h5 чёрный конь · c4 белая пешка · g4 белая пешка · c3 белый конь · f3 белая пешка · a2 белая пешка · b2 белая пешка · d2 белый ферзь · h2 белая пешка · b1 белая ладья · d1 белый король · f1 белый слон · h1 белая ладья | a8 чёрная ладья · b8 чёрный конь · d8 чёрный ферзь · e8 чёрная ладья · g8 чёрный король · a7 чёрная пешка · b7 чёрная пешка · f7 чёрная пешка · h7 чёрная пешка · d6 чёрная пешка · g6 чёрная пешка · c5 чёрная пешка · d5 белая пешка · h5 чёрный конь · c4 белая пешка · g4 белая пешка · c3 белый конь · f3 белая пешка · a2 белая пешка · b2 белая пешка · d2 белый ферзь · h2 белая пешка · b1 белая ладья · d1 белый король · f1 белый слон · h1 белая ладья | 5 |
| 4 | a8 чёрная ладья · b8 чёрный конь · d8 чёрный ферзь · e8 чёрная ладья · g8 чёрный король · a7 чёрная пешка · b7 чёрная пешка · f7 чёрная пешка · h7 чёрная пешка · d6 чёрная пешка · g6 чёрная пешка · c5 чёрная пешка · d5 белая пешка · h5 чёрный конь · c4 белая пешка · g4 белая пешка · c3 белый конь · f3 белая пешка · a2 белая пешка · b2 белая пешка · d2 белый ферзь · h2 белая пешка · b1 белая ладья · d1 белый король · f1 белый слон · h1 белая ладья | a8 чёрная ладья · b8 чёрный конь · d8 чёрный ферзь · e8 чёрная ладья · g8 чёрный король · a7 чёрная пешка · b7 чёрная пешка · f7 чёрная пешка · h7 чёрная пешка · d6 чёрная пешка · g6 чёрная пешка · c5 чёрная пешка · d5 белая пешка · h5 чёрный конь · c4 белая пешка · g4 белая пешка · c3 белый конь · f3 белая пешка · a2 белая пешка · b2 белая пешка · d2 белый ферзь · h2 белая пешка · b1 белая ладья · d1 белый король · f1 белый слон · h1 белая ладья | a8 чёрная ладья · b8 чёрный конь · d8 чёрный ферзь · e8 чёрная ладья · g8 чёрный король · a7 чёрная пешка · b7 чёрная пешка · f7 чёрная пешка · h7 чёрная пешка · d6 чёрная пешка · g6 чёрная пешка · c5 чёрная пешка · d5 белая пешка · h5 чёрный конь · c4 белая пешка · g4 белая пешка · c3 белый конь · f3 белая пешка · a2 белая пешка · b2 белая пешка · d2 белый ферзь · h2 белая пешка · b1 белая ладья · d1 белый король · f1 белый слон · h1 белая ладья | a8 чёрная ладья · b8 чёрный конь · d8 чёрный ферзь · e8 чёрная ладья · g8 чёрный король · a7 чёрная пешка · b7 чёрная пешка · f7 чёрная пешка · h7 чёрная пешка · d6 чёрная пешка · g6 чёрная пешка · c5 чёрная пешка · d5 белая пешка · h5 чёрный конь · c4 белая пешка · g4 белая пешка · c3 белый конь · f3 белая пешка · a2 белая пешка · b2 белая пешка · d2 белый ферзь · h2 белая пешка · b1 белая ладья · d1 белый король · f1 белый слон · h1 белая ладья | a8 чёрная ладья · b8 чёрный конь · d8 чёрный ферзь · e8 чёрная ладья · g8 чёрный король · a7 чёрная пешка · b7 чёрная пешка · f7 чёрная пешка · h7 чёрная пешка · d6 чёрная пешка · g6 чёрная пешка · c5 чёрная пешка · d5 белая пешка · h5 чёрный конь · c4 белая пешка · g4 белая пешка · c3 белый конь · f3 белая пешка · a2 белая пешка · b2 белая пешка · d2 белый ферзь · h2 белая пешка · b1 белая ладья · d1 белый король · f1 белый слон · h1 белая ладья | a8 чёрная ладья · b8 чёрный конь · d8 чёрный ферзь · e8 чёрная ладья · g8 чёрный король · a7 чёрная пешка · b7 чёрная пешка · f7 чёрная пешка · h7 чёрная пешка · d6 чёрная пешка · g6 чёрная пешка · c5 чёрная пешка · d5 белая пешка · h5 чёрный конь · c4 белая пешка · g4 белая пешка · c3 белый конь · f3 белая пешка · a2 белая пешка · b2 белая пешка · d2 белый ферзь · h2 белая пешка · b1 белая ладья · d1 белый король · f1 белый слон · h1 белая ладья | a8 чёрная ладья · b8 чёрный конь · d8 чёрный ферзь · e8 чёрная ладья · g8 чёрный король · a7 чёрная пешка · b7 чёрная пешка · f7 чёрная пешка · h7 чёрная пешка · d6 чёрная пешка · g6 чёрная пешка · c5 чёрная пешка · d5 белая пешка · h5 чёрный конь · c4 белая пешка · g4 белая пешка · c3 белый конь · f3 белая пешка · a2 белая пешка · b2 белая пешка · d2 белый ферзь · h2 белая пешка · b1 белая ладья · d1 белый король · f1 белый слон · h1 белая ладья | a8 чёрная ладья · b8 чёрный конь · d8 чёрный ферзь · e8 чёрная ладья · g8 чёрный король · a7 чёрная пешка · b7 чёрная пешка · f7 чёрная пешка · h7 чёрная пешка · d6 чёрная пешка · g6 чёрная пешка · c5 чёрная пешка · d5 белая пешка · h5 чёрный конь · c4 белая пешка · g4 белая пешка · c3 белый конь · f3 белая пешка · a2 белая пешка · b2 белая пешка · d2 белый ферзь · h2 белая пешка · b1 белая ладья · d1 белый король · f1 белый слон · h1 белая ладья | 4 |
| 3 | a8 чёрная ладья · b8 чёрный конь · d8 чёрный ферзь · e8 чёрная ладья · g8 чёрный король · a7 чёрная пешка · b7 чёрная пешка · f7 чёрная пешка · h7 чёрная пешка · d6 чёрная пешка · g6 чёрная пешка · c5 чёрная пешка · d5 белая пешка · h5 чёрный конь · c4 белая пешка · g4 белая пешка · c3 белый конь · f3 белая пешка · a2 белая пешка · b2 белая пешка · d2 белый ферзь · h2 белая пешка · b1 белая ладья · d1 белый король · f1 белый слон · h1 белая ладья | a8 чёрная ладья · b8 чёрный конь · d8 чёрный ферзь · e8 чёрная ладья · g8 чёрный король · a7 чёрная пешка · b7 чёрная пешка · f7 чёрная пешка · h7 чёрная пешка · d6 чёрная пешка · g6 чёрная пешка · c5 чёрная пешка · d5 белая пешка · h5 чёрный конь · c4 белая пешка · g4 белая пешка · c3 белый конь · f3 белая пешка · a2 белая пешка · b2 белая пешка · d2 белый ферзь · h2 белая пешка · b1 белая ладья · d1 белый король · f1 белый слон · h1 белая ладья | a8 чёрная ладья · b8 чёрный конь · d8 чёрный ферзь · e8 чёрная ладья · g8 чёрный король · a7 чёрная пешка · b7 чёрная пешка · f7 чёрная пешка · h7 чёрная пешка · d6 чёрная пешка · g6 чёрная пешка · c5 чёрная пешка · d5 белая пешка · h5 чёрный конь · c4 белая пешка · g4 белая пешка · c3 белый конь · f3 белая пешка · a2 белая пешка · b2 белая пешка · d2 белый ферзь · h2 белая пешка · b1 белая ладья · d1 белый король · f1 белый слон · h1 белая ладья | a8 чёрная ладья · b8 чёрный конь · d8 чёрный ферзь · e8 чёрная ладья · g8 чёрный король · a7 чёрная пешка · b7 чёрная пешка · f7 чёрная пешка · h7 чёрная пешка · d6 чёрная пешка · g6 чёрная пешка · c5 чёрная пешка · d5 белая пешка · h5 чёрный конь · c4 белая пешка · g4 белая пешка · c3 белый конь · f3 белая пешка · a2 белая пешка · b2 белая пешка · d2 белый ферзь · h2 белая пешка · b1 белая ладья · d1 белый король · f1 белый слон · h1 белая ладья | a8 чёрная ладья · b8 чёрный конь · d8 чёрный ферзь · e8 чёрная ладья · g8 чёрный король · a7 чёрная пешка · b7 чёрная пешка · f7 чёрная пешка · h7 чёрная пешка · d6 чёрная пешка · g6 чёрная пешка · c5 чёрная пешка · d5 белая пешка · h5 чёрный конь · c4 белая пешка · g4 белая пешка · c3 белый конь · f3 белая пешка · a2 белая пешка · b2 белая пешка · d2 белый ферзь · h2 белая пешка · b1 белая ладья · d1 белый король · f1 белый слон · h1 белая ладья | a8 чёрная ладья · b8 чёрный конь · d8 чёрный ферзь · e8 чёрная ладья · g8 чёрный король · a7 чёрная пешка · b7 чёрная пешка · f7 чёрная пешка · h7 чёрная пешка · d6 чёрная пешка · g6 чёрная пешка · c5 чёрная пешка · d5 белая пешка · h5 чёрный конь · c4 белая пешка · g4 белая пешка · c3 белый конь · f3 белая пешка · a2 белая пешка · b2 белая пешка · d2 белый ферзь · h2 белая пешка · b1 белая ладья · d1 белый король · f1 белый слон · h1 белая ладья | a8 чёрная ладья · b8 чёрный конь · d8 чёрный ферзь · e8 чёрная ладья · g8 чёрный король · a7 чёрная пешка · b7 чёрная пешка · f7 чёрная пешка · h7 чёрная пешка · d6 чёрная пешка · g6 чёрная пешка · c5 чёрная пешка · d5 белая пешка · h5 чёрный конь · c4 белая пешка · g4 белая пешка · c3 белый конь · f3 белая пешка · a2 белая пешка · b2 белая пешка · d2 белый ферзь · h2 белая пешка · b1 белая ладья · d1 белый король · f1 белый слон · h1 белая ладья | a8 чёрная ладья · b8 чёрный конь · d8 чёрный ферзь · e8 чёрная ладья · g8 чёрный король · a7 чёрная пешка · b7 чёрная пешка · f7 чёрная пешка · h7 чёрная пешка · d6 чёрная пешка · g6 чёрная пешка · c5 чёрная пешка · d5 белая пешка · h5 чёрный конь · c4 белая пешка · g4 белая пешка · c3 белый конь · f3 белая пешка · a2 белая пешка · b2 белая пешка · d2 белый ферзь · h2 белая пешка · b1 белая ладья · d1 белый король · f1 белый слон · h1 белая ладья | 3 |
| 2 | a8 чёрная ладья · b8 чёрный конь · d8 чёрный ферзь · e8 чёрная ладья · g8 чёрный король · a7 чёрная пешка · b7 чёрная пешка · f7 чёрная пешка · h7 чёрная пешка · d6 чёрная пешка · g6 чёрная пешка · c5 чёрная пешка · d5 белая пешка · h5 чёрный конь · c4 белая пешка · g4 белая пешка · c3 белый конь · f3 белая пешка · a2 белая пешка · b2 белая пешка · d2 белый ферзь · h2 белая пешка · b1 белая ладья · d1 белый король · f1 белый слон · h1 белая ладья | a8 чёрная ладья · b8 чёрный конь · d8 чёрный ферзь · e8 чёрная ладья · g8 чёрный король · a7 чёрная пешка · b7 чёрная пешка · f7 чёрная пешка · h7 чёрная пешка · d6 чёрная пешка · g6 чёрная пешка · c5 чёрная пешка · d5 белая пешка · h5 чёрный конь · c4 белая пешка · g4 белая пешка · c3 белый конь · f3 белая пешка · a2 белая пешка · b2 белая пешка · d2 белый ферзь · h2 белая пешка · b1 белая ладья · d1 белый король · f1 белый слон · h1 белая ладья | a8 чёрная ладья · b8 чёрный конь · d8 чёрный ферзь · e8 чёрная ладья · g8 чёрный король · a7 чёрная пешка · b7 чёрная пешка · f7 чёрная пешка · h7 чёрная пешка · d6 чёрная пешка · g6 чёрная пешка · c5 чёрная пешка · d5 белая пешка · h5 чёрный конь · c4 белая пешка · g4 белая пешка · c3 белый конь · f3 белая пешка · a2 белая пешка · b2 белая пешка · d2 белый ферзь · h2 белая пешка · b1 белая ладья · d1 белый король · f1 белый слон · h1 белая ладья | a8 чёрная ладья · b8 чёрный конь · d8 чёрный ферзь · e8 чёрная ладья · g8 чёрный король · a7 чёрная пешка · b7 чёрная пешка · f7 чёрная пешка · h7 чёрная пешка · d6 чёрная пешка · g6 чёрная пешка · c5 чёрная пешка · d5 белая пешка · h5 чёрный конь · c4 белая пешка · g4 белая пешка · c3 белый конь · f3 белая пешка · a2 белая пешка · b2 белая пешка · d2 белый ферзь · h2 белая пешка · b1 белая ладья · d1 белый король · f1 белый слон · h1 белая ладья | a8 чёрная ладья · b8 чёрный конь · d8 чёрный ферзь · e8 чёрная ладья · g8 чёрный король · a7 чёрная пешка · b7 чёрная пешка · f7 чёрная пешка · h7 чёрная пешка · d6 чёрная пешка · g6 чёрная пешка · c5 чёрная пешка · d5 белая пешка · h5 чёрный конь · c4 белая пешка · g4 белая пешка · c3 белый конь · f3 белая пешка · a2 белая пешка · b2 белая пешка · d2 белый ферзь · h2 белая пешка · b1 белая ладья · d1 белый король · f1 белый слон · h1 белая ладья | a8 чёрная ладья · b8 чёрный конь · d8 чёрный ферзь · e8 чёрная ладья · g8 чёрный король · a7 чёрная пешка · b7 чёрная пешка · f7 чёрная пешка · h7 чёрная пешка · d6 чёрная пешка · g6 чёрная пешка · c5 чёрная пешка · d5 белая пешка · h5 чёрный конь · c4 белая пешка · g4 белая пешка · c3 белый конь · f3 белая пешка · a2 белая пешка · b2 белая пешка · d2 белый ферзь · h2 белая пешка · b1 белая ладья · d1 белый король · f1 белый слон · h1 белая ладья | a8 чёрная ладья · b8 чёрный конь · d8 чёрный ферзь · e8 чёрная ладья · g8 чёрный король · a7 чёрная пешка · b7 чёрная пешка · f7 чёрная пешка · h7 чёрная пешка · d6 чёрная пешка · g6 чёрная пешка · c5 чёрная пешка · d5 белая пешка · h5 чёрный конь · c4 белая пешка · g4 белая пешка · c3 белый конь · f3 белая пешка · a2 белая пешка · b2 белая пешка · d2 белый ферзь · h2 белая пешка · b1 белая ладья · d1 белый король · f1 белый слон · h1 белая ладья | a8 чёрная ладья · b8 чёрный конь · d8 чёрный ферзь · e8 чёрная ладья · g8 чёрный король · a7 чёрная пешка · b7 чёрная пешка · f7 чёрная пешка · h7 чёрная пешка · d6 чёрная пешка · g6 чёрная пешка · c5 чёрная пешка · d5 белая пешка · h5 чёрный конь · c4 белая пешка · g4 белая пешка · c3 белый конь · f3 белая пешка · a2 белая пешка · b2 белая пешка · d2 белый ферзь · h2 белая пешка · b1 белая ладья · d1 белый король · f1 белый слон · h1 белая ладья | 2 |
| 1 | a8 чёрная ладья · b8 чёрный конь · d8 чёрный ферзь · e8 чёрная ладья · g8 чёрный король · a7 чёрная пешка · b7 чёрная пешка · f7 чёрная пешка · h7 чёрная пешка · d6 чёрная пешка · g6 чёрная пешка · c5 чёрная пешка · d5 белая пешка · h5 чёрный конь · c4 белая пешка · g4 белая пешка · c3 белый конь · f3 белая пешка · a2 белая пешка · b2 белая пешка · d2 белый ферзь · h2 белая пешка · b1 белая ладья · d1 белый король · f1 белый слон · h1 белая ладья | a8 чёрная ладья · b8 чёрный конь · d8 чёрный ферзь · e8 чёрная ладья · g8 чёрный король · a7 чёрная пешка · b7 чёрная пешка · f7 чёрная пешка · h7 чёрная пешка · d6 чёрная пешка · g6 чёрная пешка · c5 чёрная пешка · d5 белая пешка · h5 чёрный конь · c4 белая пешка · g4 белая пешка · c3 белый конь · f3 белая пешка · a2 белая пешка · b2 белая пешка · d2 белый ферзь · h2 белая пешка · b1 белая ладья · d1 белый король · f1 белый слон · h1 белая ладья | a8 чёрная ладья · b8 чёрный конь · d8 чёрный ферзь · e8 чёрная ладья · g8 чёрный король · a7 чёрная пешка · b7 чёрная пешка · f7 чёрная пешка · h7 чёрная пешка · d6 чёрная пешка · g6 чёрная пешка · c5 чёрная пешка · d5 белая пешка · h5 чёрный конь · c4 белая пешка · g4 белая пешка · c3 белый конь · f3 белая пешка · a2 белая пешка · b2 белая пешка · d2 белый ферзь · h2 белая пешка · b1 белая ладья · d1 белый король · f1 белый слон · h1 белая ладья | a8 чёрная ладья · b8 чёрный конь · d8 чёрный ферзь · e8 чёрная ладья · g8 чёрный король · a7 чёрная пешка · b7 чёрная пешка · f7 чёрная пешка · h7 чёрная пешка · d6 чёрная пешка · g6 чёрная пешка · c5 чёрная пешка · d5 белая пешка · h5 чёрный конь · c4 белая пешка · g4 белая пешка · c3 белый конь · f3 белая пешка · a2 белая пешка · b2 белая пешка · d2 белый ферзь · h2 белая пешка · b1 белая ладья · d1 белый король · f1 белый слон · h1 белая ладья | a8 чёрная ладья · b8 чёрный конь · d8 чёрный ферзь · e8 чёрная ладья · g8 чёрный король · a7 чёрная пешка · b7 чёрная пешка · f7 чёрная пешка · h7 чёрная пешка · d6 чёрная пешка · g6 чёрная пешка · c5 чёрная пешка · d5 белая пешка · h5 чёрный конь · c4 белая пешка · g4 белая пешка · c3 белый конь · f3 белая пешка · a2 белая пешка · b2 белая пешка · d2 белый ферзь · h2 белая пешка · b1 белая ладья · d1 белый король · f1 белый слон · h1 белая ладья | a8 чёрная ладья · b8 чёрный конь · d8 чёрный ферзь · e8 чёрная ладья · g8 чёрный король · a7 чёрная пешка · b7 чёрная пешка · f7 чёрная пешка · h7 чёрная пешка · d6 чёрная пешка · g6 чёрная пешка · c5 чёрная пешка · d5 белая пешка · h5 чёрный конь · c4 белая пешка · g4 белая пешка · c3 белый конь · f3 белая пешка · a2 белая пешка · b2 белая пешка · d2 белый ферзь · h2 белая пешка · b1 белая ладья · d1 белый король · f1 белый слон · h1 белая ладья | a8 чёрная ладья · b8 чёрный конь · d8 чёрный ферзь · e8 чёрная ладья · g8 чёрный король · a7 чёрная пешка · b7 чёрная пешка · f7 чёрная пешка · h7 чёрная пешка · d6 чёрная пешка · g6 чёрная пешка · c5 чёрная пешка · d5 белая пешка · h5 чёрный конь · c4 белая пешка · g4 белая пешка · c3 белый конь · f3 белая пешка · a2 белая пешка · b2 белая пешка · d2 белый ферзь · h2 белая пешка · b1 белая ладья · d1 белый король · f1 белый слон · h1 белая ладья | a8 чёрная ладья · b8 чёрный конь · d8 чёрный ферзь · e8 чёрная ладья · g8 чёрный король · a7 чёрная пешка · b7 чёрная пешка · f7 чёрная пешка · h7 чёрная пешка · d6 чёрная пешка · g6 чёрная пешка · c5 чёрная пешка · d5 белая пешка · h5 чёрный конь · c4 белая пешка · g4 белая пешка · c3 белый конь · f3 белая пешка · a2 белая пешка · b2 белая пешка · d2 белый ферзь · h2 белая пешка · b1 белая ладья · d1 белый король · f1 белый слон · h1 белая ладья | 1 |
|   | a | b | c | d | e | f | g | h |   |

Ананд — Гельфанд

21 мая

Староиндийская защита (E60)

1.d4 Кf6 2.c4 g6 3.f3 c5 4.d5 d6 5.e4 Сg7 6.Кe2 O-O 7.Кec3 Кh5 8.Сg5 Сf6 9.Сxf6 exf6 10.Фd2 f5 11.exf5 Сxf5 12.g4 Лe8+ 13.Крd1 Сxb1 14.Лxb1 (см. диаграмму) Фf6? 15.gxh5 Фxf3+ 16.Крc2 Фxh1 17.Фf2! Вот чего не учёл в предварительных расчётах Гельфанд, 1 : 0

### Девятая партия
Гельфанд — Ананд

23 мая

Защита Нимцовича (E54)
1.d4 Кf6 2.c4 e6 3.Кc3 Сb4 4.e3 O-O 5.Сd3 d5 6.Кf3 c5 7.O-O dc 8.Сxc4 cd 9.ed b6 10.Сg5 Сb7 11.Фe2 Кbd7 12.Лac1 Лc8 13.Сd3 Сxc3 14.bc Фc7 15.c4 Сxf3 16.Фxf3 Лfe8 17.Лfd1 h6 18.Сh4 Фd6 19.c5 bc 20.dc Лxc5 21.Сh7+ Крxh7 22.Лxd6 Лxc1+ 23.Лd1 Лec8 24.h3 Кe5 25.Фe2 Кg6 26.Сxf6 gf 27.Лxc1 Лxc1+ 28.Крh2 Лc7 29.Фb2 Крg7 30.a4 Кe7 31.a5 Кd5 32.a6 Крh7 33.Фd4 f5 34.f4 Лd7 35.Крg3 Крg6 36.Фh8 Кf6 37.Фb8 h5 38.Крh4 Крh6 39.Фb2 Крg6 40.Фc3 Кe4 41.Фc8 Кf6 42.Фb8 Лe7 43.g4 hg 44.hg fg 45.Фe5 Кg8 46.Фg5+ Крh7 47.Фxg4 f6 48.Фg2 Крh8 49.Фe4 Крg7 ½ : ½

### Десятая партия
Ананд — Гельфанд

24 мая

Сицилианская защита (B30)
1.e4 c5 2.Nf3 Nc6 3.Bb5 e6 4.Bxc6 bxc6 5.b3 e5 6.Nxe5 Qe7 7.Bb2 d6 8.Nc4 d5 9.Ne3 d4 10.Nc4 Qxe4+ 11.Qe2 Qxe2+ 12.Kxe2 Be6 13.d3 Nf6 14.Nbd2 O-O-O 15.Rhe1 Be7 16.Kf1 Rhe8 17.Ba3 Nd5 18.Ne4 Nb4 19.Re2 Bxc4 20.bxc4 f5 21.Bxb4 cxb4 22.Nd2 Bd6 23.Rxe8 Rxe8 24.Nb3 c5 25.a3
½ : ½

### Одиннадцатая партия
Гельфанд — Ананд

26 мая

Защита Нимцовича (E55)
1.d4 Nf6 2.c4 e6 3.Nc3 Bb4 4.e3 O-O 5.Bd3 d5 6.Nf3 c5 7.O-O dxc4
8.Bxc4 Bd7 9.a3 Ba5 10.Qe2 Bc6 11.Rd1 Bxc3 12.bxc3 Nbd7 13.Bd3 Qa5
14.c4 cxd4 15.exd4 Qh5 16.Bf4 Rac8 17.Ne5 Qxe2 18.Bxe2 Nxe5 19.Bxe5
Rfd8 20.a4 Ne4 21.Rd3 f6 22.Bf4 Be8 23.Rb3 Rxd4 24.Be3 Rd7
½ : ½

### Двенадцатая партия
Ананд — Гельфанд

28 мая

Сицилианская защита (B30)

1.e4 c5 2.Кf3 Кc6 3.Сb5 e6 4.Сxc6 bxc6 5.d3 Кe7 6.b3 d6 7.e5 Кg6
8.h4 Кxe5 9.Кxe5 dxe5 10.Кd2 c4 11.Кxc4 Сa6 12.Фf3 Фd5 13.Фxd5 cxd5
14.Кxe5 f6 15.Кf3 e5 16.O-O Крf7 17.c4 Сe7 18.Сe3 Сb7 19.cxd5 Сxd5
20.Лfc1 a5 21.Сc5 Лhd8 22.Сxe7 ½ : ½

### Тай-брейк
Поскольку основная часть матча не выявила победителя, в соответствии с регламентом прошёл тай-брейк. По результатам жеребьёвки первую партию тай-брейка выпало играть белыми Гельфанду.
В первой партии тай-брейка острая борьба привела в итоге к ничьей. Во второй партии Гельфанд в приблизительно равной позиции попал в цейтнот (18 секунд против 4,5 минут у Ананда) и уже в эндшпиле, который был вполне ничейным, допустил фатальную ошибку и проиграл. В третьей партии израильтянин по дебюту получил гораздо лучшую позицию, но ошибся в реализации преимущества, а в эндшпиле снова оказался в цейтноте и окончательно упустил шансы на победу; партия закончилась ничьей. В четвёртой партии последебютное преимущество вновь оказалось на стороне претендента, к тому же Ананд, которого ничья устраивала, не проявлял склонности к активной наступательной игре. Однако всё тот же недостаток времени не позволил Гельфанду превратить свои шансы во что-то реальное, и партия завершилась вничью, принеся Ананду победу в матче и позволив сохранить титул чемпиона мира.

## Итоги, комментарии
Результатом матча стала победа действующего чемпиона с перевесом в одно очко. Ананд сохранил полученное в 2007 году звание чемпиона мира, уже в третий раз отстояв его в матче.
Из прошедших четырёх матчей на первенство мира, проводимых по формуле «12 партий с классическим контролем плюс тай-брейк» данный матч оказался рекордно низко-результативным: из 16 сыгранных партий 13 закончились вничью, из них 10 — в основной части матча. Из десяти ничейных партий основной части матча в семи было сделано менее 30 ходов, в пяти — 25 ходов или меньше.
Первая половина «классической» части матча многих комментаторов разочаровала: большинство партий уже на выходе из дебюта оказывались явно ничейными. Лишь в третьей партии Ананд имел шансы на победу, но, оказавшись в цейтноте, что для него большая редкость, не нашёл за доской правильного продолжения. Вторая половина основной части прошла более напряжённо. Седьмую партию проиграл Ананд. Восьмая, в которой Гельфанд, из-за ошибки поставивший в безвыходное положение своего ферзя, сдался на 17 ходу, принесла ещё один исторический рекорд, став самой короткой за всю историю проведения матчей на первенство мира.
Второй раз в матчах на первенство мира по современной формуле основная серия партий закончилась вничью и потребовался тай-брейк (ранее это случалось лишь однажды, в «объединительном» матче Крамник-Топалов 2006 года в Элисте). В прогнозах на эту часть матча осторожное предпочтение некоторые эксперты (в частности, гроссмейстеры Сергей Смагин и Евгений Бареев) отдавали Гельфанду, считая его более подготовленным и находящимся в несколько лучшей форме.
Комментируя результаты тай-брейка, эксперты (гроссмейстеры Пётр Свидлер, Илья Смирин, Евгений Бареев) единодушно заключили, что поражение Гельфанда стало следствием нерационального подхода к расходованию времени: в каждой из трёх последних партий претендент вполне мог получить на пол-очка больше, но всякий раз его подводил цейтнот, в котором он оказывался, затратив слишком много времени на обдумывание ходов в дебюте. Сами соперники вполне согласились с такой оценкой: Ананд в интервью сказал, что «играл достаточно разумно», но признал, что в третьей и четвёртой партии Гельфанд имел хорошие шансы на выигрыш. Борис Гельфанд, в свою очередь, сказал, что «играл достойно», но согласился с мнением, что его поражение связано с непрактичным расходованием времени.